# Certesa
Il Certesa è un torrente della provincia di Monza e Brianza. Nasce con il nome di Terrò, nel comune di Montorfano, tra le colline di Intimiano e Alzate Brianza, diventa Tarò a Meda e sfocia - appunto - come Certesa nel fiume Seveso, in località Cesano Maderno.
Questo corso d'acqua è lungo 20 km e attraversa i comuni di Meda, Seveso e di Cesano Maderno.
Il Certesa presentava un alto grado di inquinamento, dovuto ai continui scarichi industriali che le aziende riversavano nel torrente. Grazie a un'ordinanza del comune di Cesano Maderno risalente al 2004, oggi gli scarichi si sono notevolmente ridotti.
Il torrente è diviso in due parti: il Certesa naturale che si estende dalle sorgenti fino alla confluenza con il torrente Tarò ed è caratterizzato da versanti acclivi e da scarsa urbanizzazione; e il Certesa urbano che si sviluppa dalla confluenza con il fiume Tarò fino alla confluenza con il Seveso.